# Зекках
Зекках (нім. Seckach) — громада в Німеччині, знаходиться в землі Баден-Вюртемберг. Підпорядковується адміністративному округу Карлсруе. Входить до складу району Неккар-Оденвальд.
Площа — 27,85 км2. Населення становить 4081 ос. (станом на 31 грудня 2020).